# جغرافیای توسعه

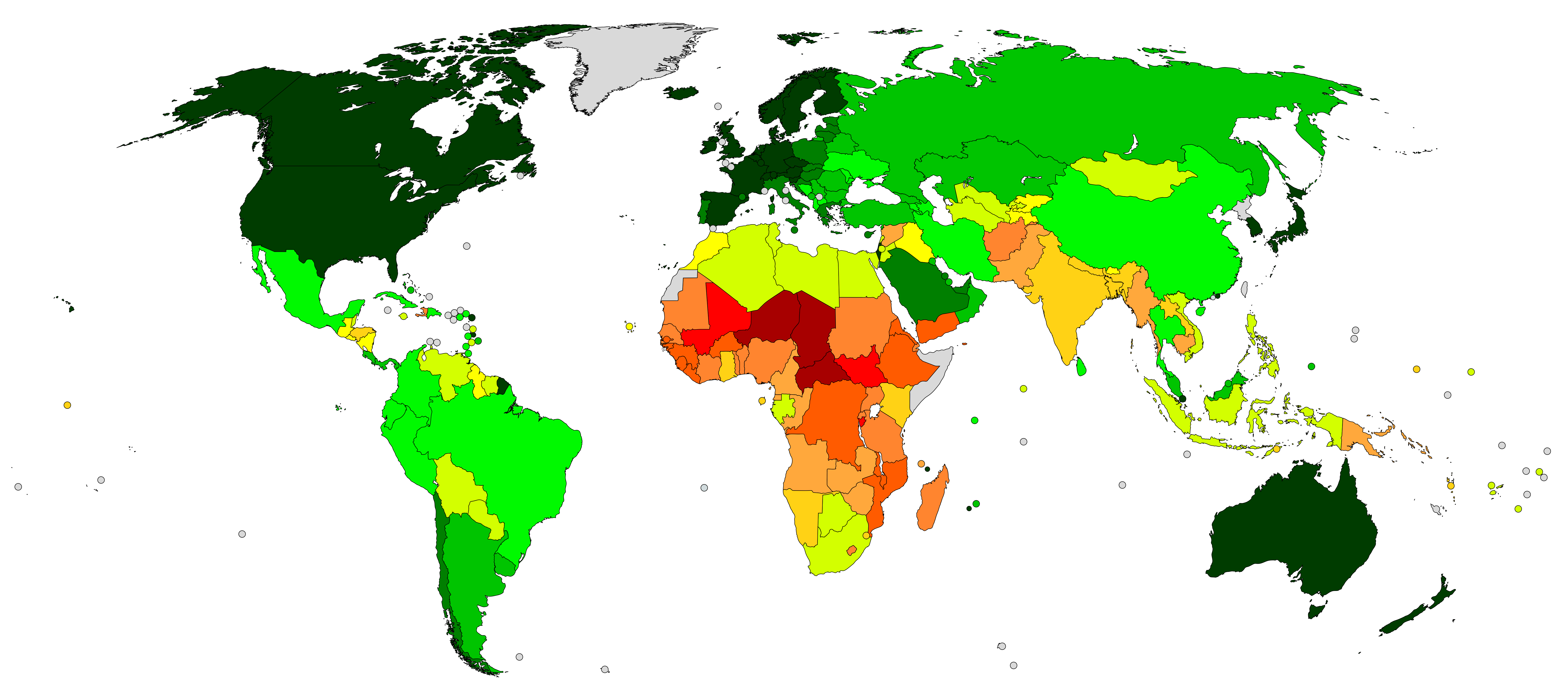
کشورهای جهان بر اساس شاخص توسعه انسانی:

جغرافیای توسعه شاخه‌ای از جغرافیا است که به استاندارد زندگی و کیفیت زندگی ساکنان آن اشاره دارد. در این زمینه، توسعه فرآیندی از تغییر است که زندگی مردم را تحت تأثیر قرار می‌دهد. توسعه ممکن است شامل بهبود کیفیت زندگی آنگونه که توسط افرادی که در حال تغییر هستند، باشد. با این حال، توسعه همیشه یک روند مثبت نیست. گوندر فرانک در مورد نیروهای اقتصادی جهانی که منجر به توسعه توسعه نیافتگی می‌شود اظهار نظر کرد. در نظریه وابستگی او نیز سخن از این میان آمده.
در جغرافیای توسعه، جغرافی‌دانان الگوهای فضایی در توسعه را مطالعه می‌کنند. آنها سعی می‌کنند با بررسی عوامل اقتصادی، سیاسی و اجتماعی، توسعه را با ویژگی‌هایش اندازه‌گیری کنند. آنها به دنبال درک علل و پیامدهای جغرافیایی توسعه‌های مختلف هستند. مطالعات ، کشورهای توسعه‌یافته‌تر اقتصادی (MEDC) را با کشورهای کمتر توسعه‌یافته‌تر اقتصادی (LEDCs) مقایسه می‌کنند. علاوه بر این، تغییرات در داخل کشورها مانند تفاوت بین شمال و جنوب ایتالیا «Mezzogiorno» نیز توسط جغرافی‌دانان و اقتصاددانان بررسی می‌شود.